# Hvozd (okres Prostějov)
Obec Hvozd se nachází v okrese Prostějov v Olomouckém kraji. Žije zde 644 obyvatel.

## Historie
První písemná zmínka o obci pochází z roku 1275.

## Části obce
- Hvozd
- Klužínek
- Otročkov
- Vojtěchov

## Obyvatelstvo

### Struktura
Vývoj počtu obyvatel za celou obec i za jeho jednotlivé části uvádí tabulka níže, ve které se zobrazuje i příslušnost jednotlivých částí k obci či následné odtržení.
| Místní části   | Místní části | 1869 | 1880 | 1890 | 1900 | 1910 | 1921 | 1930 | 1950 | 1961 | 1970 | 1980 | 1991 | 2001 | 2011 |
| -------------- | ------------ | ---- | ---- | ---- | ---- | ---- | ---- | ---- | ---- | ---- | ---- | ---- | ---- | ---- | ---- |
| Počet obyvatel | část Hvozd   | 1228 | 1290 | 1357 | 1274 | 1283 | 1292 | 1258 | 932  | 985  | 855  | 786  | 669  | 676  | 611  |
| Počet domů     | část Hvozd   | 168  | 192  | 199  | 209  | 219  | 229  | 249  | 266  | 251  | 225  | 231  | 258  | 265  | 271  |

## Pamětihodnosti
- Kaple
- Boží muka

### Odrážkův mlýn
U silnice z Hvozdu do Milkova u odbočky na Vojtěchov, v blízkosti hájenky Jalovčí, se nachází Odrážkův mlýn. Jedná se o vodní mlýn, který byl poháněn vodou z potoka Špraněk. První zmínka o mlýnu se datuje do roku 1545, ovšem není jasné, o který mlýn se jednalo. Poprvé je jasně jmenován v 17. století, roku 1740 pravděpodobně vyhořel, neboť dále je uváděn při prodeji jako spálený mlýn.
Původně byl poháněn dvěma vodními koly, ve dvacátém století se technologie změnila na jednokolovou a takto fungoval mlýn až do druhé světové války.

### Mlýn Hanušů
Dále po proudu od Odrážkova mlýna stával mlýn Hanušů.

## Přírodní poměry
Katastrem obce protéká potok Špraněk. Část území obce se nachází v přírodním parku Kladecko, jehož součástí je i přírodní památka Taramka.

## Fotogalerie

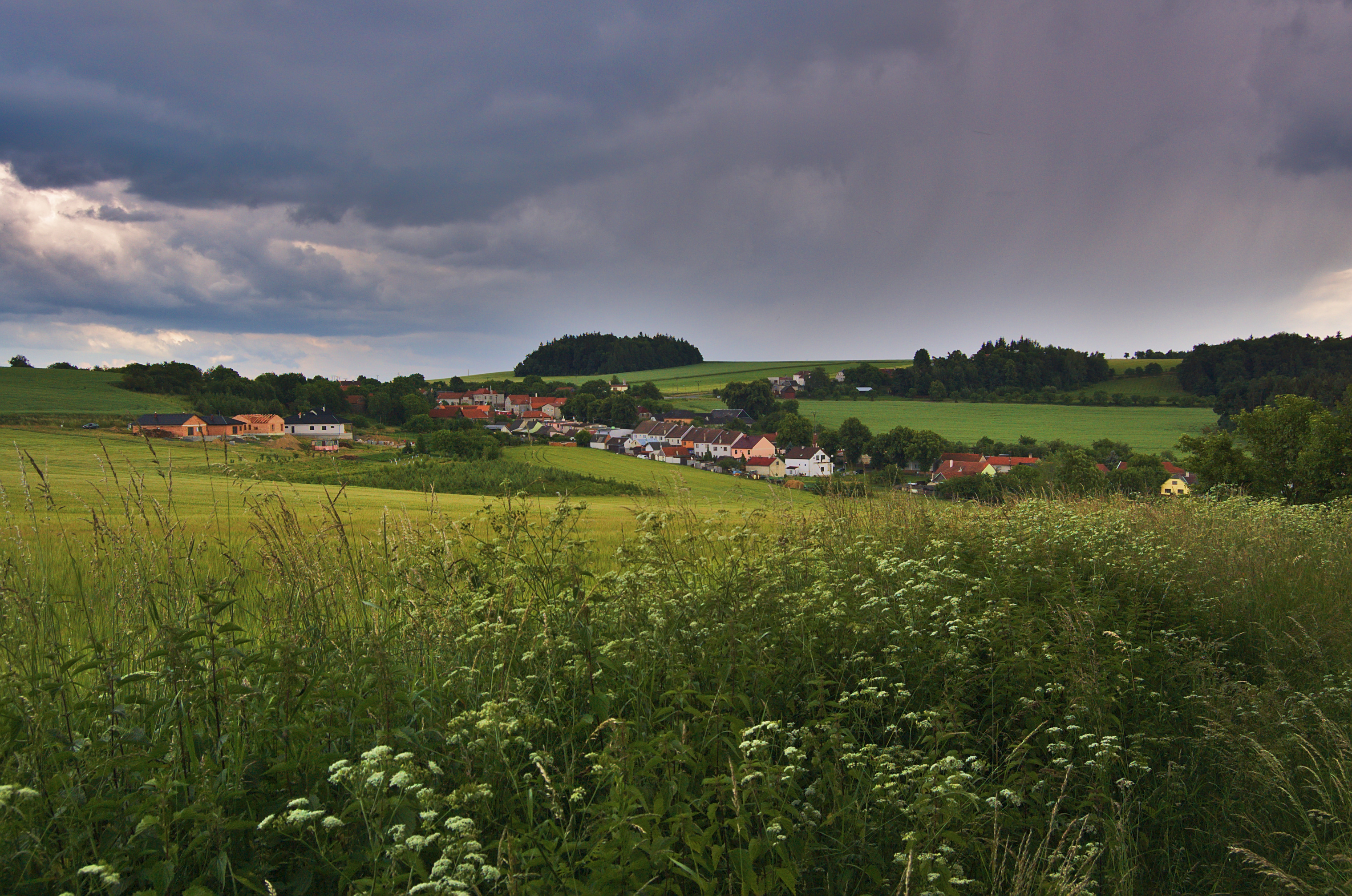
Pohled na obec od severozápadu
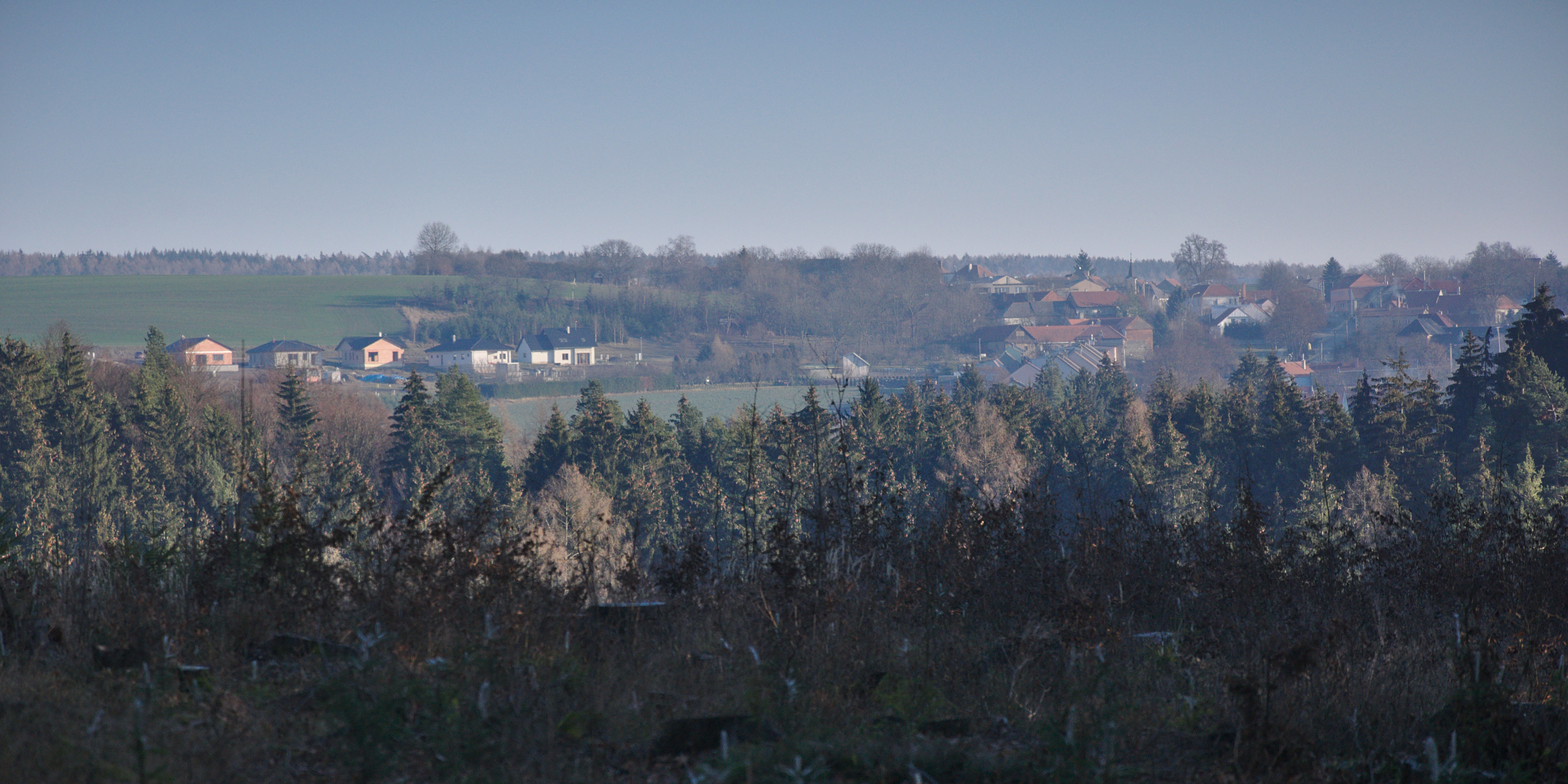
Pohled na obec od západu
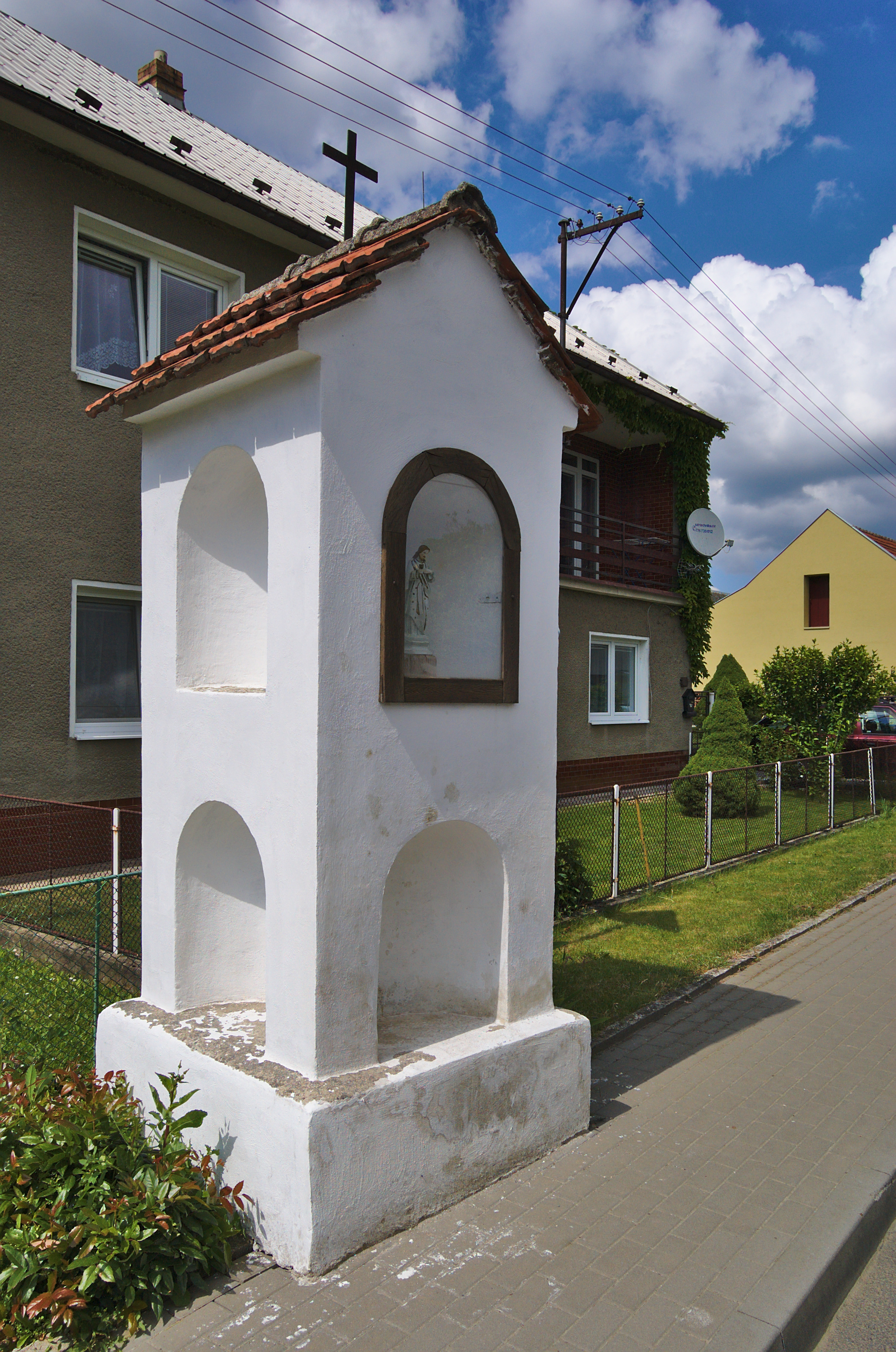
Boží muka před domem čp. 94
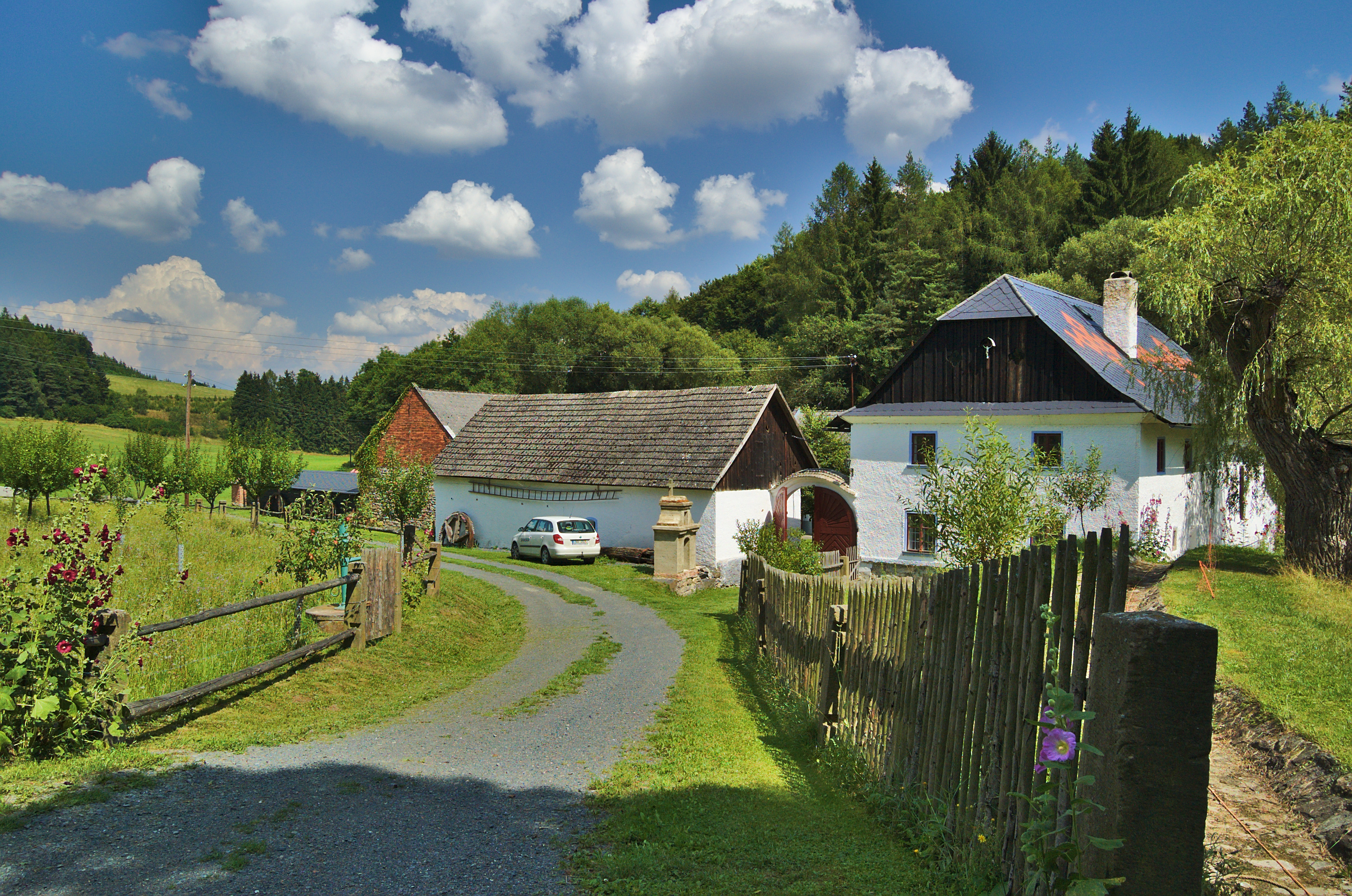
Odrážkův mlýn
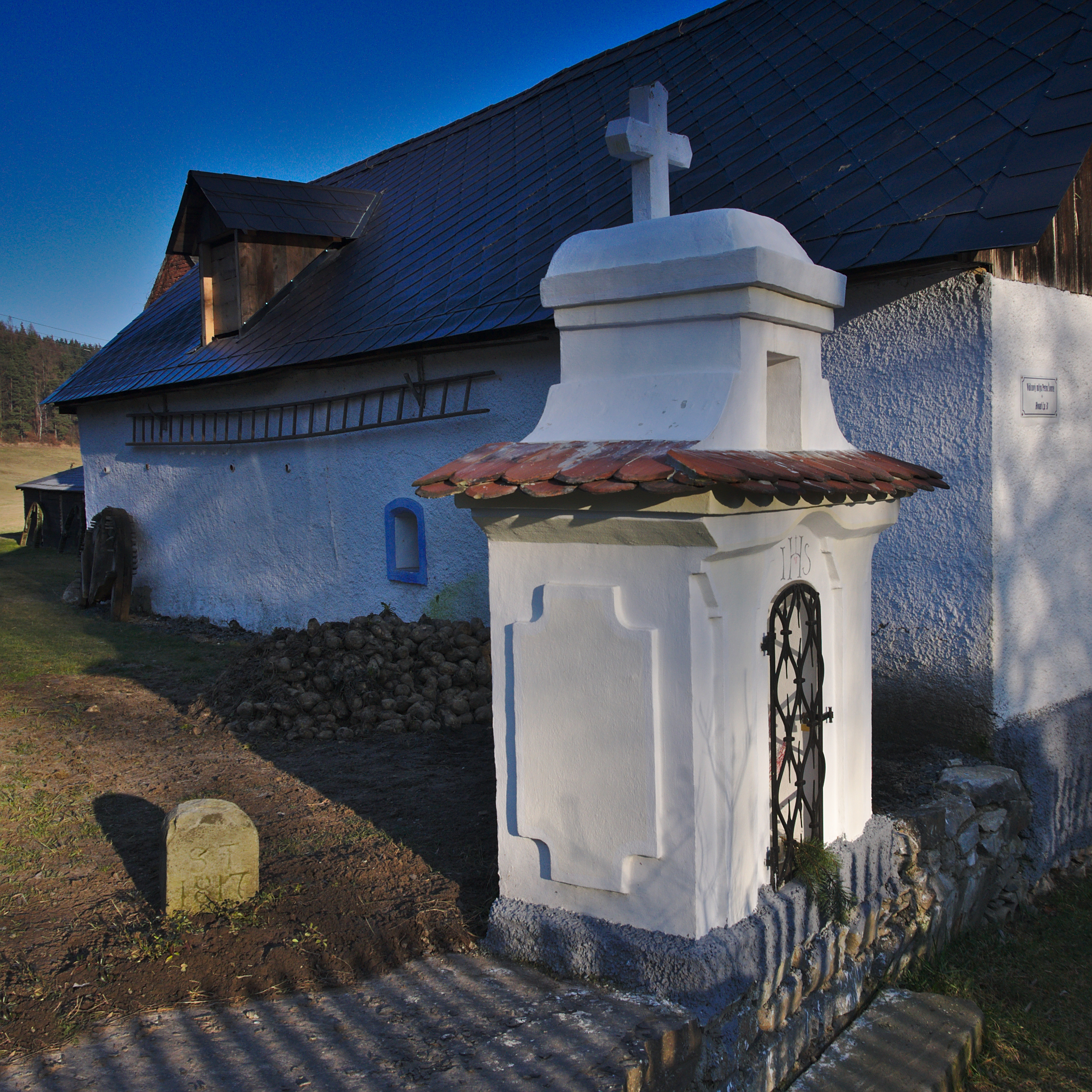
Boží muka před Odrážkovým mlýnem
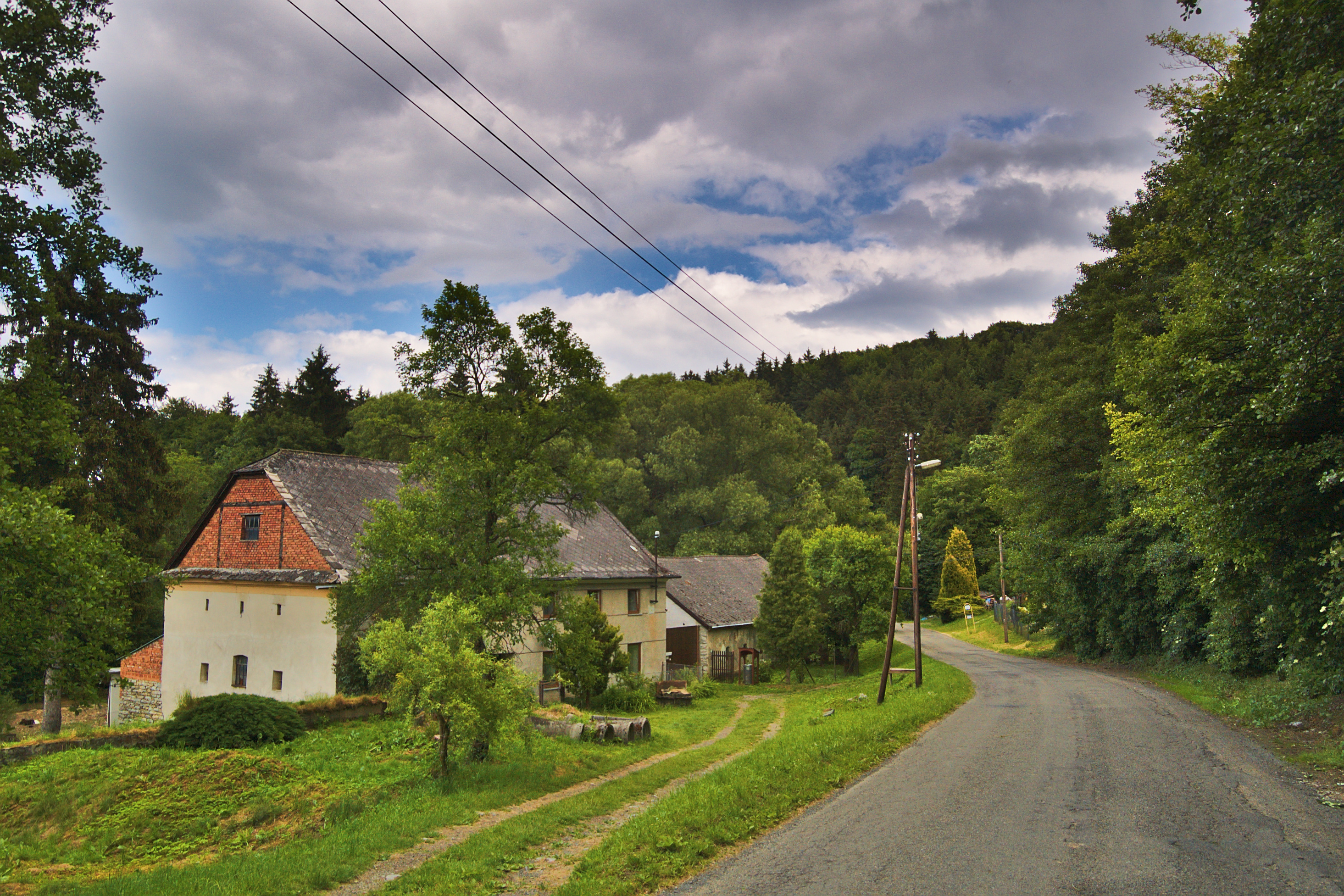
Mlýn Hanušů
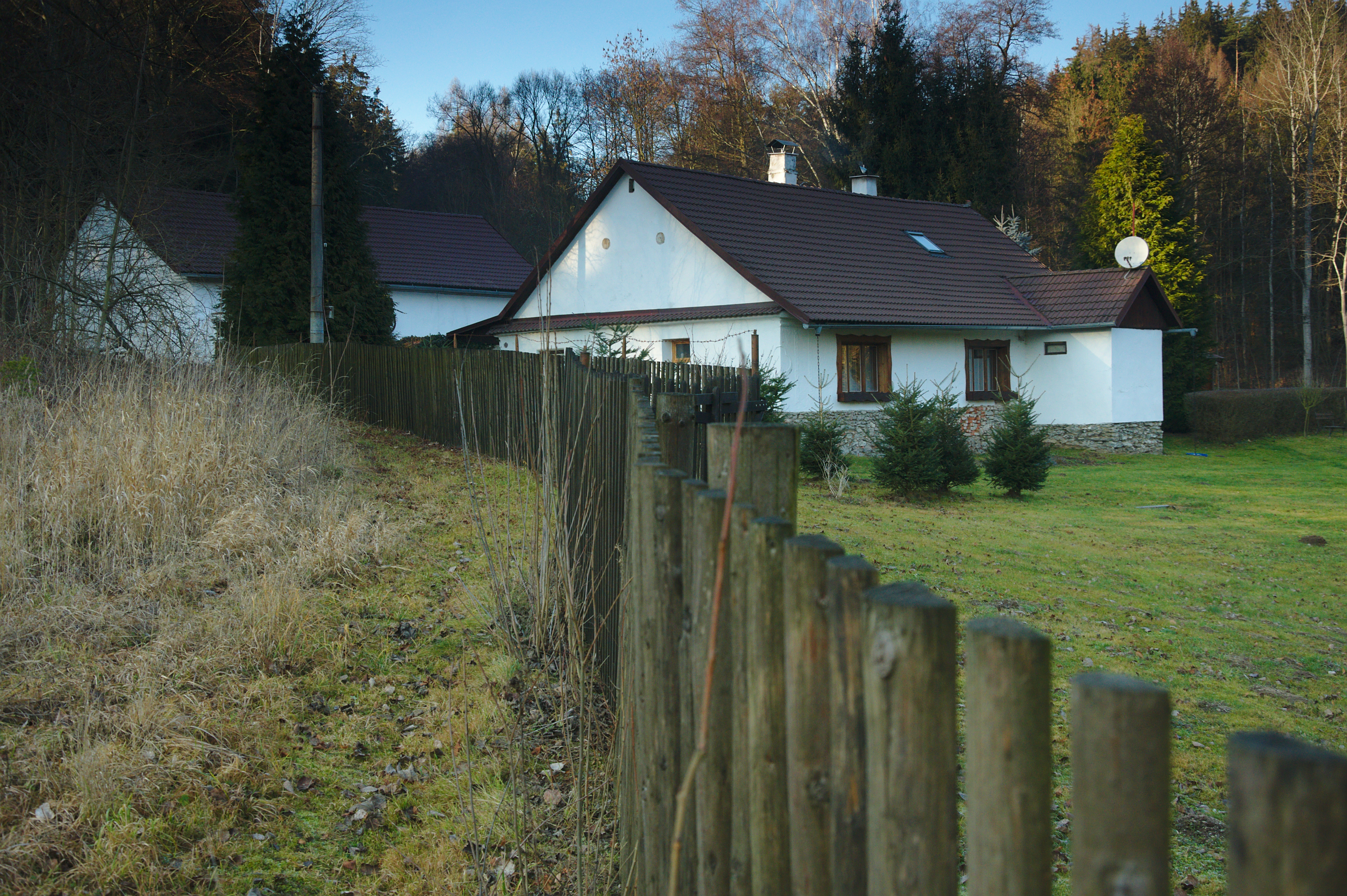
Hájenka Jalovčí